# Кости, Кози
Кози Кости (англ. Cozi Costi) — британская поп и хаус-певица из Лондона.

## Карьера
В 2002 году выступила соавтором и исполнила вокальные партии в песне австралийской певицы Холли Вэланс «Naughty Girl».
Также её вокальные партии присутствуют в песне «Baby When the Light» французского диджея Дэвида Гетты. Выпущенная в качестве сингла под названием 'David Guetta featuring Cozi', песня достигла 2 места в French Singles Chart и 50 в UK Singles Chart. Благодаря этому альбом Гетты Pop Life получил статус платинного.
Позже исполнила вокальные партии в песнях «The Storm» Джерри Роперо и «Sensual» PhonJaxx.
Также выступила автором следующих песен: «Beating still» Александры Берк, «The Enemy» Nabiha, «You» Nabiha, «Sound of my gun» Nabiha, «Golden» Бо Брюса, «Ask yourself» Nabiha, «Bang Bang» Джуниор Калдеры, «Just a little bit» Джуниор Калдеры, «Firework» DJ Sucker, «This time» Алекса Гаудино и «Dance Dance» Booty Luv.